# Роггевен, Шак
Шак Роггевен (нидерл. Sjaak Roggeveen; род. 5 октября 1942, Роттердам, Южная Голландия) — нидерландский футболист, нападающий.

## Клубная карьера
Роггевен изначально выступал за любительский клуб CVV. В это же время он играл за любительскую сборную Нидерландов.
После слияния команд «Холланд Спорт» с «Ден Хааг» в 1971 году Роггевен отыграл ещё один сезон, но конфликт с тренером Вацлавом Ежеком привёл к его уходу в «Эксельсиор» в 1972 году. С этим клубом он вышел в првый дивизион в 1973 и 1976 годах, а в 1974 и 1970 годах стал его чемпионом. Роггевен стал лучшим бомбардиром клуба в своём последнем сезоне в качестве профессионального футболиста и завершил карьеру в 1979 году.

## Карьера в сборной
Роггевен дебютировал за сборную Нидерландов 16 апреля 1969 года под руководством тренера Георга Кесслера. Кесслер был вынужден вызвать новых игроков на товарищеский международный матч против Чехословакии. Роггевен играл умеренно, но в последний момент сумел решить исход матча, забив оба гола голландцев за последние десять минут. В следующих двух играх Роггевен вышел на замену. Он забил решающий гол в ворота Польши 7 мая 1969 года.
7 сентября 1969 года Роггевен сыграл свой третий и последний международный матч, также против Польши.

## Статистика

### Матчи Роггевена за сборную Нидерландов
| Матчи Роггевена за сборную Нидерландов | Матчи Роггевена за сборную Нидерландов | Матчи Роггевена за сборную Нидерландов | Матчи Роггевена за сборную Нидерландов | Матчи Роггевена за сборную Нидерландов | Матчи Роггевена за сборную Нидерландов |
| -------------------------------------- | -------------------------------------- | -------------------------------------- | -------------------------------------- | -------------------------------------- | -------------------------------------- |
| №                                      | Дата                                   | Соперник                               | Счёт                                   | Голы Роггевена                         | Соревнование                           |
| 1                                      | 16 апреля 1969                         | Чехословакия                           | 2:0                                    | 2                                      | Товарищеский матч                      |
| 2                                      | 7 мая 1969                             | Польша                                 | 1:0                                    | 1                                      | Чемпионат мира 1970 (отбор)            |
| 3                                      | 7 сентября 1969                        | Польша                                 | 1:2                                    | —                                      | Чемпионат мира 1970 (отбор)            |

Итого: 3 матча / 3 гола; 2 победы, 0 ничьих, 1 поражение.